# Belalora
Belalora is een geslacht van weekdieren uit de klasse van de Gastropoda (slakken).

## Soorten
- Belalora cunninghami (E. A. Smith, 1881)
- Belalora striatula (Thiele, 1912)
- Belalora thielei Powell, 1951
- Belalora weirichi (Engl, 2008)